# Эшборн — Франкфурт
Эшборн — Франкфурт (нем. Eschborn-Frankfurt,   нем. Eschborn-Frankfurt – Rund um den Finanzplatz) — шоссейная однодневная велогонка, ежегодно проводящаяся 1 мая в Германии в земле Гессен, по маршруту Эшборн — Франкфурт. 

## История

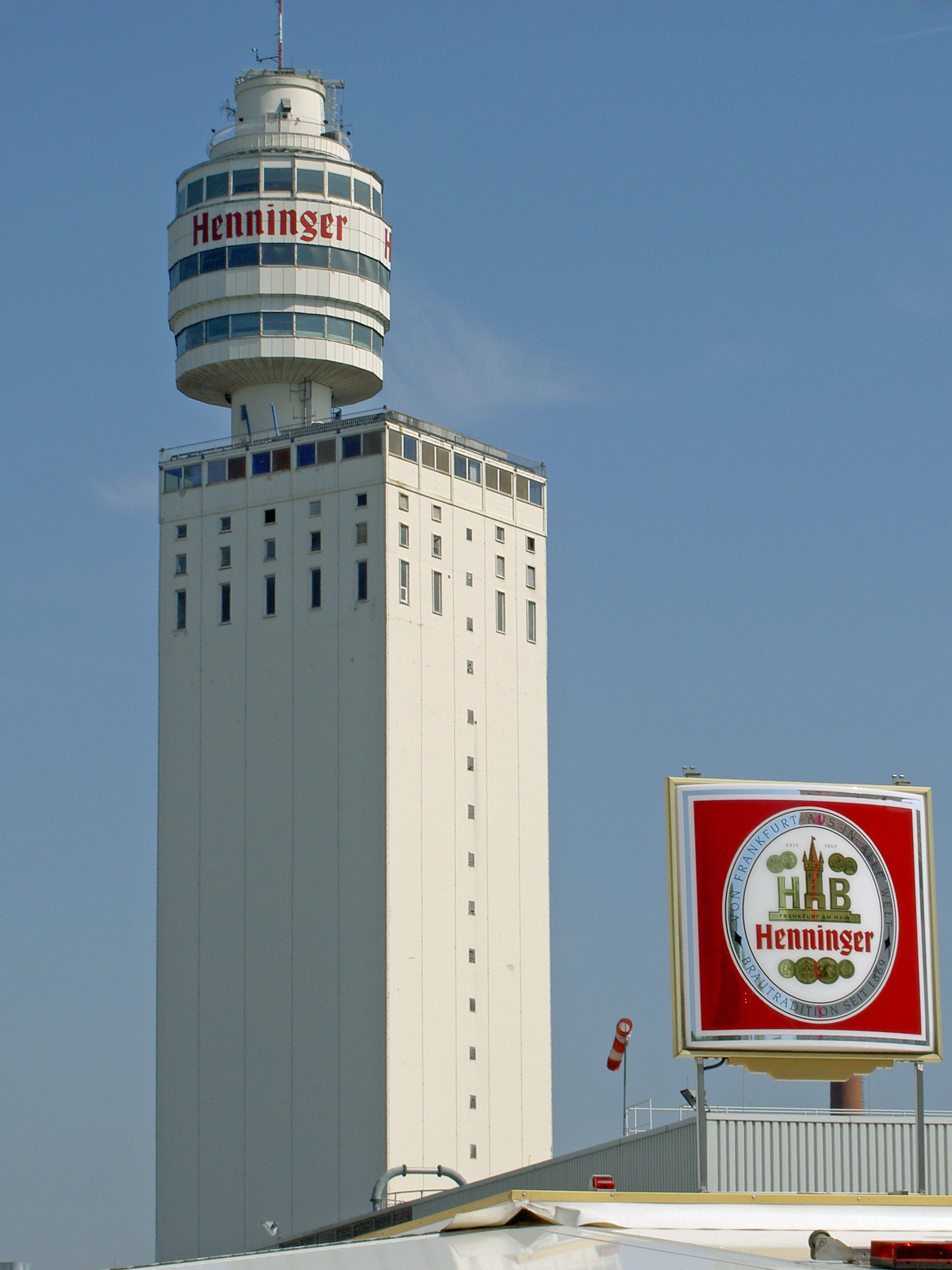
Разрушенная в настоящее время Башня Хеннингера во Франкфурте

Идея проведения гонки вокруг башни Хеннингер, зернохранилища пивоваренной компании Henninger, построенной в 1961 году с целью её популяризации принадлежит директору по маркетингу Густлу Хуберу пивоваренного завода Henninger. 
Первая гонка состоялась 1 мая 1962 году под названием Rund um den Henninger Turm Frankfurt и завершилась победой бельгийца Армана Десмета. Инициаторами были братья Херманн и Эрвин Моос. Когда последний вышел из организации, его сменил его сын Бернд. Разрушенная в настоящее время башня Хеннингера (изображённая в 2005 году) выступала спонсором до 2008 года. После прекращения проведения в 1967 году Париж — Брюсселя, гонка стала одной из главной однодневок в Западной Германии.
До появления Мирового шоссейного кубка UCI гонка проходила в один день с Чемпионатом Цюриха. Обе они имели несколько более низкий статус, чем серия апрельских классик. UCI хотел перенести гонку на осень, чтобы распределить гонки в течение сезона. Организаторы, однако, пожелали проводить гонку и дальше 1 мая. Поскольку Цюрих был готов отправиться на осень, а фиксированная дата 1 мая считалась неблагоприятной, поскольку это было часто в середине недели, немецкая гонка так и не повысила свой статус за исключением 1995 года. Позднее её место заняла недавно созданная в Гамбурге HEW Cyclassics в качестве немецкого этапа кубка. Тем не менее в течение многих лет франкфуртская гонка всё ещё рассматривалась как одна из самых важных однодневок в не рамках Мирового шоссейного кубка. С 1996 по 2004 года гонка имела категорию 1.1 (в 1998 - 1.2). По той же причине гонка не попала в календарь ПроТура UCI, созданного в 2005 году, а стала частью континентального UCI Europe Tour с категорией 1.НС. 
В 2008 году организатор Бернд Моос заявил, что Хеннингер отказывается от спонсорства гонки. Хеннингер прекратил финансирование после 46 лет спонсирования из-за экономических условий. Мероприятие продолжилось в 2009 году под названием Eschborn-Frankfurt City Loop, в честь его городских спонсоров, Франкфурта и соседнего города Эшборн, который также стал местом старта гонки. С 2010 название сменилось на Rund um den Finanzplatz Eschborn-Frankfurt. Знаменитая башня Хеннингера была снесена в 2013 году.
В 2015 году гонка была отменена по соображениям безопасности, из-за угрозы теракта.
В 2017 году Эшборн-Франкфурт был включён в Мировой тур UCI с категорией 1.UWT, организацию взяла на себя A.S.O., которая также организует ведущие велогонки — Тур де Франс и Париж — Рубе С 2018 года стала назваться Eschborn-Frankfurt.. Ещё гонку называют Гран-при Франкфурта (Frankfurt Grand Prix).
Немец Эрик Цабель, побеждавший три раза (1999, 2002 и 2005) больше 10 лет удерживал рекорд по количеству побед. В 2018 году норвежец Александр Кристофф, одержав четвёртую победу (2014, 2016, 2017 и 2018) превзошёл его. Ещё семь гонщиков выиграли дважды.
Помимо мужской элиты велоспорта, гонка также проводится в категории (U-23) — Эшборн — Франкфурт U23.

## Маршрут

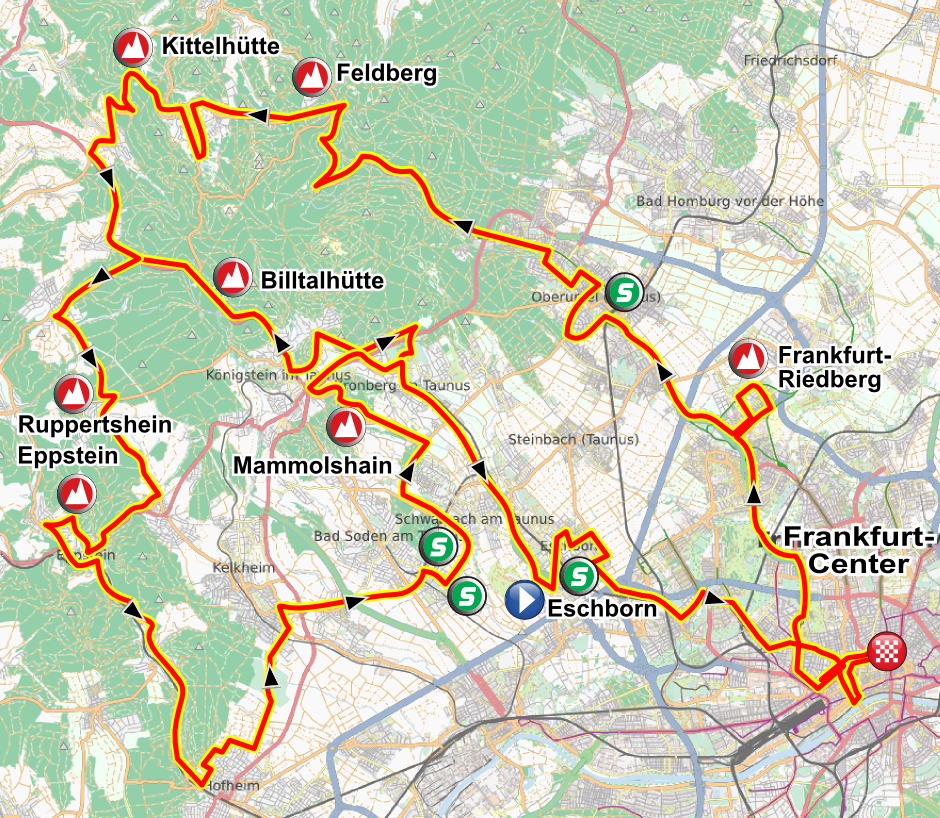
Маршрут 2011 года

Дистанция гонки проходит по сложному маршруту в горном массиве Таунус к западу от Франкфурта с подъёмами на высоту 1500 метров. Одними из постоянных подъёмов являются Feldberg, Ruppershain и самый крутой Mammolshain который имеет градиент 26% и преодолевается гонщиками два раза. Заканчивается гонка тремя кругами по 4,5 км в центре Франкфурта. Общая дистанция составляет около 220 километров.
До 2008 года старт и финиш проводились на Hainer Weg, а затем на Darmstädter Landstraße, напротив башни Хеннингер.
После рестайлинга в 2009 году, гонка стартует в Эшборне, в 13 километрах к западу от Франкфурта, а финиширует в жилом районе Ридберг. С 2010 года финиш переместился к Alte Oper, концертному залу Франкфурта и бывшему оперному театру в центре города.

## Логотип
До 2007 года в логотипе присутствовало стилизованное изображение спонсорской Башни Хеннингера на фоне которой были изображены велогонщики. Внизу присутствовала название.
В 2008 после смены названия сменился и логотипа. В нём были отражены круги из которой состоит дистанция напоминающие велосипедные колёса. Также о прохождение гонщиками кругов. На фоне которых присутствовала название.

до 2007 года
с 2008 по 2016 год

## Призёры

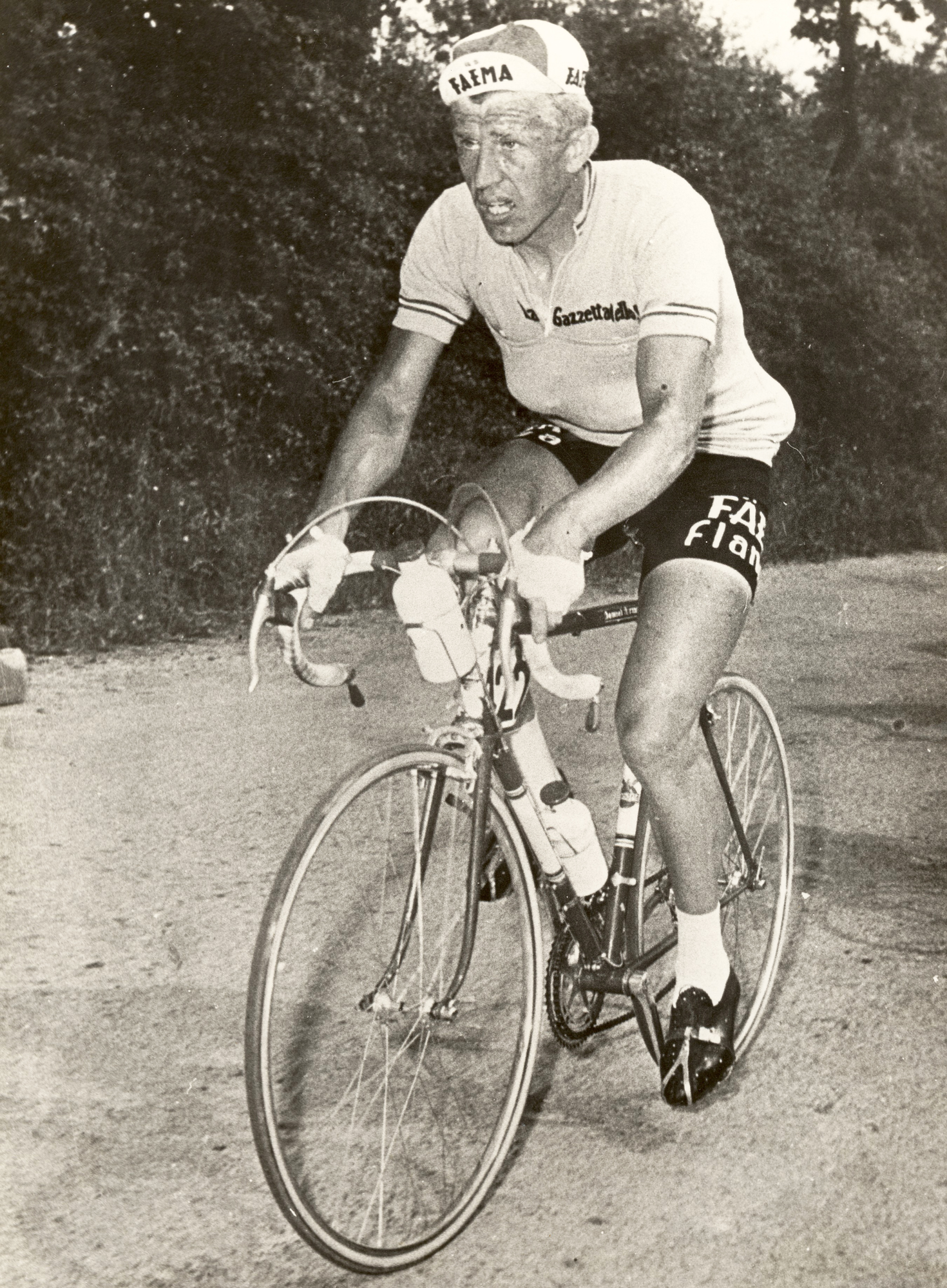
Арманд Десмет, первый победитель гонки в 1962

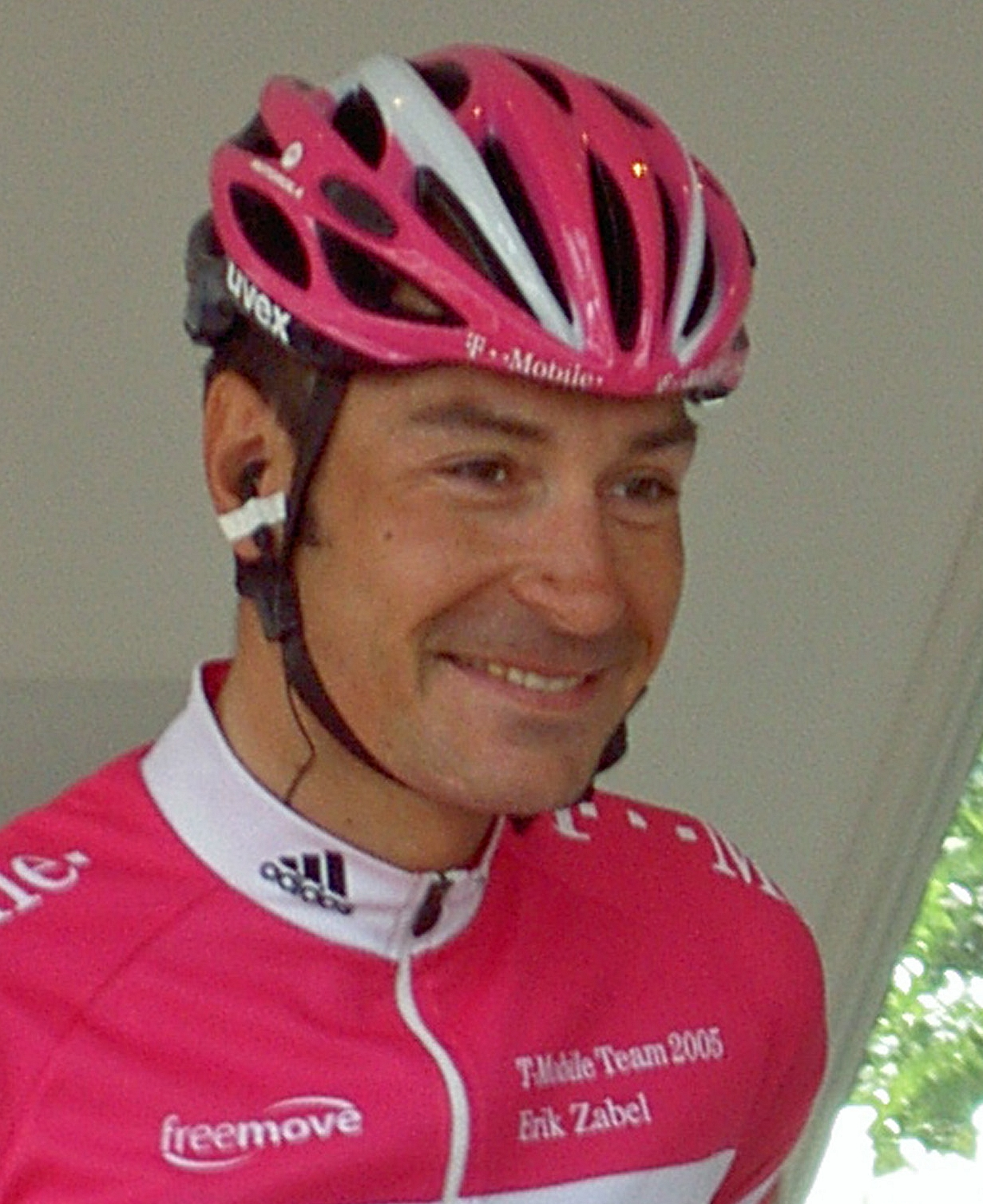
Эрик Цабель, победитель гонки в 1999, 2002, 2005

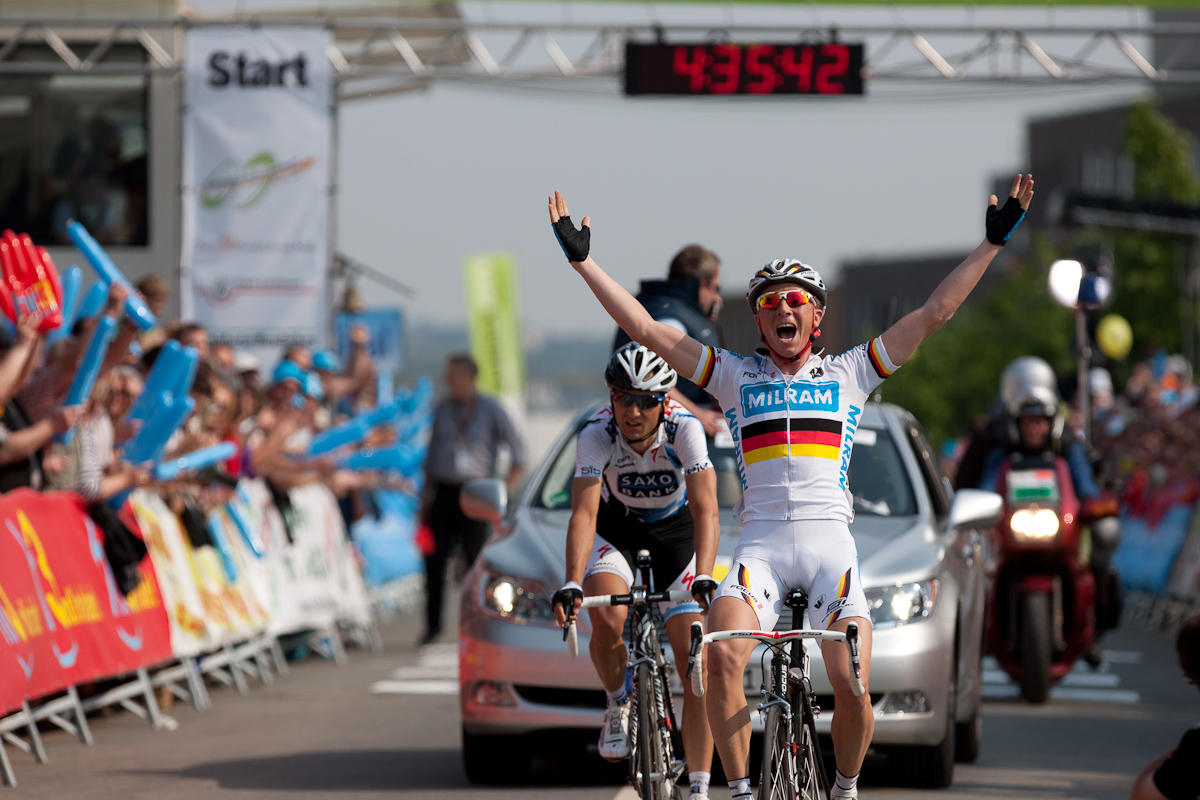
Фабиан Вегман вырывает победу у Карстена Крона в 2009 году

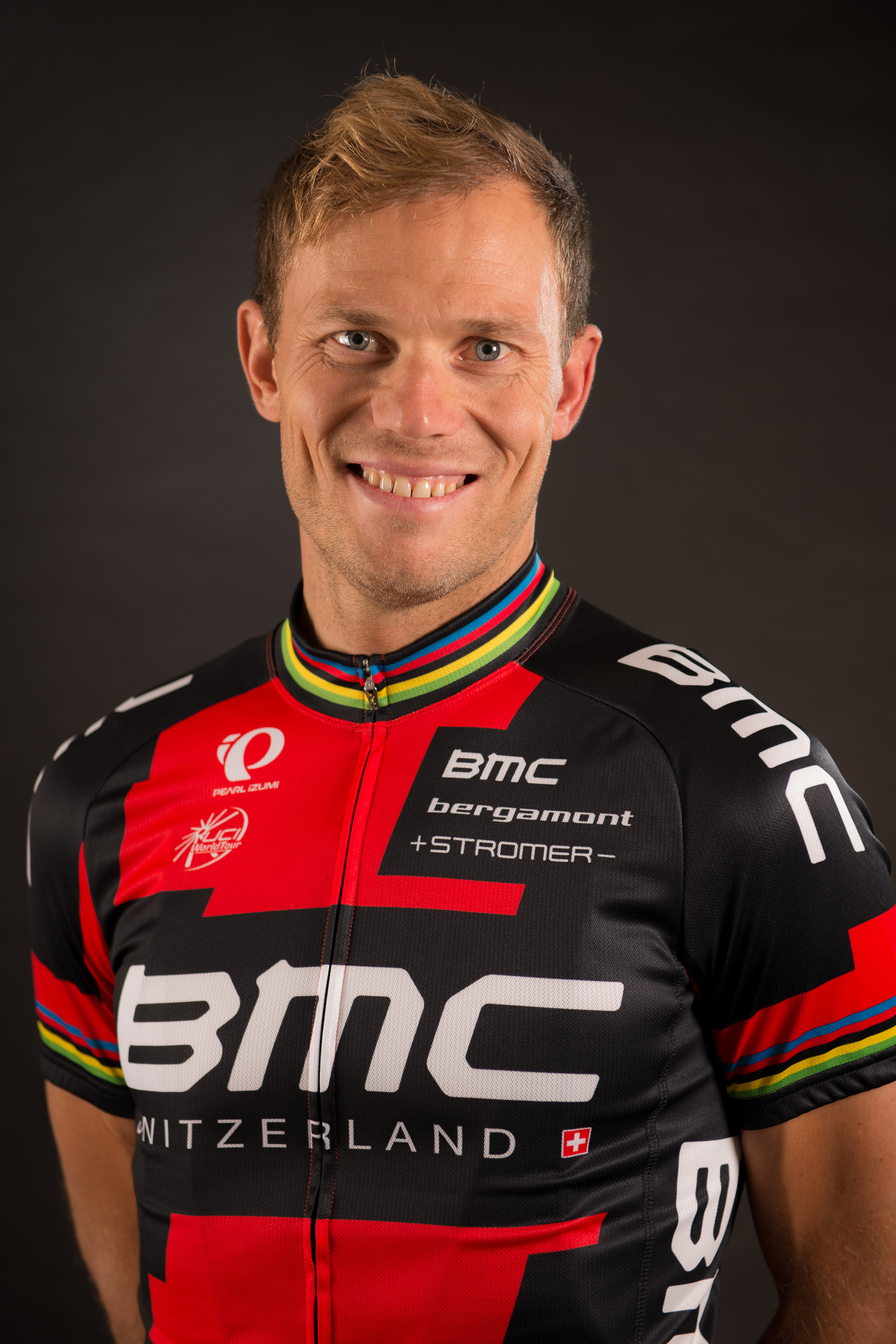
Александер Кристофф, победитель гонки в 2014, 2016, 2017, 2018

| Год                                        | Победитель              | Второй              | Третий              |          |
| ------------------------------------------ | ----------------------- | ------------------- | ------------------- | -------- |
| Rund um den Henninger-Turm                 |                         |                     |                     |          |
| 1962                                       | Арман Десмет            | Хууб Сильверберг    | Рик Ван Лой         |          |
| 1963                                       | Ханс Юнкерман           | Вилли Альтиг        | Жан Стаблински      |          |
| 1964                                       | Клемент Роман           | Франсуа Маэ         | Иво Моленарс        |          |
| 1965                                       | Жан Стаблински          | Франс Вербек        | Жорж Ван Конингсло  |          |
| 1966                                       | Барри Хобэн             | Вальтер Годефрот    | Вилли Планкарт      |          |
| 1967                                       | Даниэль Ван Рукегхем    | Вилли Планкарт      | Жорж Ван Конингсло  |          |
| 1968                                       | Эдди Бигелс             | Валери Ван Свевельт | Херман Ван Спрингел |          |
| 1969                                       | Жорж Пинтенс            | Микеле Данчелли     | Херман Ван Спрингел |          |
| 1970                                       | Руди Альтиг             | Йоп Зутемелк        | Оттавио Грепалди    |          |
| 1971                                       | Эдди Меркс              | Йозеф Десунмаккер   | Люсьен Аймар        |          |
| 1972                                       | Жильбер Беллоне         | Эдди Меркс          | Ноэль Вантигем      |          |
| 1973                                       | Жорж Пинтенс            | Юрген Чан           | Фредди Мартенс      |          |
| 1974                                       | Вальтер Годефрот        | Эдди Меркс          | Франс Вербек        |          |
| 1975                                       | Рой Схёйтен             | Франс Вербек        | Вальтер Годефрот    |          |
| 1976                                       | Фредди Мартенс          | Франс Вербек        | Роже Де Вламинк     |          |
| 1977                                       | Джерри Кнетеманн        | Дитрих Турау        | Франс Вербек        |          |
| 1978                                       | Грегор Браун            | Рюди Певенаж        | Хенни Кёйпер        |          |
| 1979                                       | Даниэль Виллемс         | Хенк Люббердинг     | Грегор Браун        |          |
| 1980                                       | Джанбаттиста Баронкелли | Франческо Мозер     | Альфонс Де Вольф    |          |
| 1981                                       | Йос Джейкобс            | Дитрих Турау        | Даниэль Виллемс     |          |
| 1982                                       | Людо Петерс             | Йостейн Вилман      | Шон Келли           |          |
| 1983                                       | Людо Петерс             | Лео Ван Влит        | Люк Колейн          |          |
| 1984                                       | Фил Андерсон            | Эрик Вандерарден    | Шон Келли           |          |
| 1985                                       | Фил Андерсон            | Йохан Ламмертс      | Рольф Гёльц         |          |
| 1986                                       | Жан-Мари Вамперс        | Стив Бауэр          | Майкл Уилсон        |          |
| 1987                                       | Даг Отто Лёуритсен      | Петер Стевенхаген   | Хенк Люббердинг     |          |
| 1988                                       | Мишель Дернис           | Рольф Сёренсен      | Джованни Мантовани  |          |
| 1989                                       | Жан-Мари Вамперс        | Мартьяль Гайан      | Клаудио Кьяппуччи   |          |
| 1990                                       | Томас Вегмюллер         | Ян Вейнантс         | Петер Виннен        |          |
| 1991                                       | Йохан Брюнель           | Йохан Мюзеув        | Мартин Эрли         |          |
| 1992                                       | Франк Ван Ден Абель     | Клаудио Кьяппуччи   | Франс Маассен       |          |
| 1993                                       | Рольф Сёренсен          | Максимильян Шандри  | Эдди Боуманс        |          |
| 1994                                       | Олаф Людвиг             | Андреас Каппес      | Эммануэль Маньен    |          |
| 1995                                       | Франческо Фраттини      | Йенс Хеппнер        | Массимо Поденцана   |          |
| 1996                                       | Беат Цберг              | Йенс Хеппнер        | Рольф Сёренсен      |          |
| 1997                                       | Микеле Бартоли          | Бьярне Рийс         | Мауро Джанетти      |          |
| 1998                                       | Фабио Бальдато          | Николай Бо Ларсен   | Стефано Гарцелли    |          |
| 1999                                       | Эрик Цабель             | Леон Ван Бон        | Альберто Онгарато   |          |
| 2000                                       | Кай Хундертмарк         | Маттео Тозатто      | Йенс Хеппнер        |          |
| 2001                                       | Маркус Цберг            | Давиде Ребеллин     | Курт Ван Де Ваувер  |          |
| 2002                                       | Эрик Цабель             | Йо Планкарт         | Сергей Иванов       |          |
| 2003                                       | Давиде Ребеллин         | Эрик Цабель         | Игор Астарлоа       |          |
| 2004                                       | Карстен Крон            | Данило Хондо        | Йохан Кунен         |          |
| 2005                                       | Эрик Цабель             | Алехандро Боррайо   | Маркус Цберг        |          |
| 2006                                       | Стефано Гарцелли        | Геральд Циолек      | Данило Хондо        |          |
| 2007                                       | Патрик Синкевиц         | Курт Асле Арвесен   | Дарио Катальдо      |          |
| Eschborn-Frankfurt City Loop               |                         |                     |                     |          |
| 2008                                       | Карстен Крон            | Давиде Ребеллин     | Маурисио Ардила     |          |
| Rund um den Finanzplatz Eschborn-Frankfurt |                         |                     |                     |          |
| 2009                                       | Фабиан Вегман           | Карстен Крон        | Кристиан Кнес       |          |
| 2010                                       | Фабиан Вегман           | Геерт Верхейен      | Берт Схейрлинкс     |          |
| 2011                                       | Джон Дегенкольб         | Жером Бонье         | Майкл Мэттьюс       |          |
| 2012                                       | Морено Мозер            | Доминик Нерц        | Сергей Фирсанов     |          |
| 2013                                       | Симон Шпилак            | Морено Мозер        | Андре Грайпель      |          |
| 2014                                       | Александер Кристофф     | Джон Дегенкольб     | Жером Бонье         |          |
| 2015 отменена из-за угрозы теракта         |                         |                     |                     |          |
| 2016                                       | Александер Кристофф     | Максимилиано Ричесе | Сэм Беннетт         |          |
| 2017                                       | Александер Кристофф     | Рик Цабель          | Джон Дегенкольб     |          |
| 2018                                       | Александер Кристофф     | Майкл Мэттьюс       | Оливер Насен        |          |
| 2019                                       | Паскаль Аккерман        | Джон Дегенкольб     | Александер Кристофф |          |
| 2020                                       | отменено                | отменено            | отменено            | отменено |
| 2021                                       | Йеспер Филипсен         | Джон Дегенкольб     | Александер Кристофф |          |
| 2022                                       | Сэм Беннетт             | Фернандо Гавирия    | Александер Кристофф |          |
| 2023                                       | Сёрен Краг Андерсен     | Патрик Конрад       | Алессандро Федели   |          |
| Eschborn-Frankfurt                         |                         |                     |                     |          |
| 2024                                       | Максим Ван Гилс         | Алекс Аранбуру      | Райли Шиэн          |          |
| 2025                                       | Майкл Мэттьюс           | Магнус Корт Нильсен | Йон Барренечеа      |          |

## Рекорд побед

### Индивидуально
| Побед | Гонщик              | Года                   |
| ----- | ------------------- | ---------------------- |
| 4     | Александер Кристофф | 2014, 2016, 2017, 2018 |
| 3     | Эрик Цабель         | 1999, 2002, 2005       |
| 2     | Жорж Пинтенс        | 1969, 1973             |
| 2     | Людо Петерс         | 1982, 1983             |
| 2     | Фил Андерсон        | 1984, 1985             |
| 2     | Жан-Мари Вамперс    | 1986, 1989             |
| 2     | Карстен Крон        | 2004, 2008             |
| 2     | Фабиан Вегманн      | 2009, 2010             |

### По странам
| Побед | Страна         |
| ----- | -------------- |
| 17    | Бельгия        |
| 12    | Германия       |
| 6     | Италия         |
| 5     | Нидерланды     |
| 5     | Норвегия       |
| 3     | Швейцария      |
| 2     | Австралия      |
| 2     | Франция        |
| 2     | Великобритания |
| 2     | Дания          |
| 2     | Словения       |